# Kamilla Vanadziņa
Kamilla Vanadziņa (* 3. Oktober 2003) ist eine lettische Mittelstreckenläuferin, die sich auf den 1500-Meter-Lauf spezialisiert hat.

## Sportliche Laufbahn
Erste internationale Erfahrungen sammelte Kamilla Vanadziņa beim Europäischen Olympischen Jugendfestival (EYOF) in Baku, bei dem sie in 4:37,82 min den elften Platz belegte.
2020 wurde Vanadziņa lettische Meisterin im 1500-Meter-Lauf im Freien sowie 2019 und 2020 auch in der Halle.

## Bestleistungen
- 1500 Meter: 4:30,27 min, 1. August 2020 in Pärnu
  - 1500 Meter (Halle): 4:34,49 min, 25. Februar 2020 in Minsk